# 科姆洛区
科姆洛区（匈牙利語：Komlói járás），是匈牙利巴兰尼亚州的一个区，总面积292.48平方公里，总人口35,489人（2011年），人口密度121人/平方公里。中心城市为科姆洛。

## 市镇
科姆洛区包含一个城镇、一个大村和18个村庄。